# Gmina Pelagićevo
Gmina Pelagićevo (serb. Општина Пелагићево / Opština Pelagićevo) – gmina w Bośni i Hercegowinie, w Republice Serbskiej. W 2013 roku liczyła 4358 mieszkańców.